# Raffles' flugt fra fængslet
 For alternative betydninger, se Sherlock Holmes (flertydig). (Se også artikler, som begynder med Sherlock Holmes)
Raffles' flugt fra fængslet  (også kategoriseret som Sherlock Holmes II) er en 10 minutter lang dansk stum kriminalfilm fra 1908 produceret af Nordisk Films Kompagni og instrueret af Viggo Larsen, der også spiller filmens hovedrolle som Sherlock Holmes.
Filmen blev eksporteret til flere lande. I Danmark blev filmen forbudt i Kolding af den lokale politimester.

## Handling
Mestertyven Raffles sidder i fængsel, med ved venners hjælp lykkes det ham at flygte. Han ønsker at hævne sig på Sherlock Holmes, som får en smuk ung kvinde til at lokke Holmes til et gammelt hus, hvor Raffle har forklædt sig som en gammel dame. Attentatet på Holmes slår fejl, og Raffles forsøger i stedet at leje sig ind i bygningen over for Holmes' hjem, for at kunne skyde ham derfra. En ung kontorelev bliver imidlertid mistænksom overfor den skumle nye lejer, og giver besked til sin mester. Sherlock Holmes gætter på forbryderens onde hensigter og trækker persiennerne ned og sætter en attrap i vinduet. Da kontoreleven trækker persiennerne op, skyder Raffles. Hans forbløffelse er stor, da han ser den rigtige Holmes for sig. Han forsøger at stikke af, men bliver anholdt af to betjente.

## Medvirkende
- Viggo Larsen som Sherlock Holmes
- Holger-Madsen som Raffles